# لنی کیم

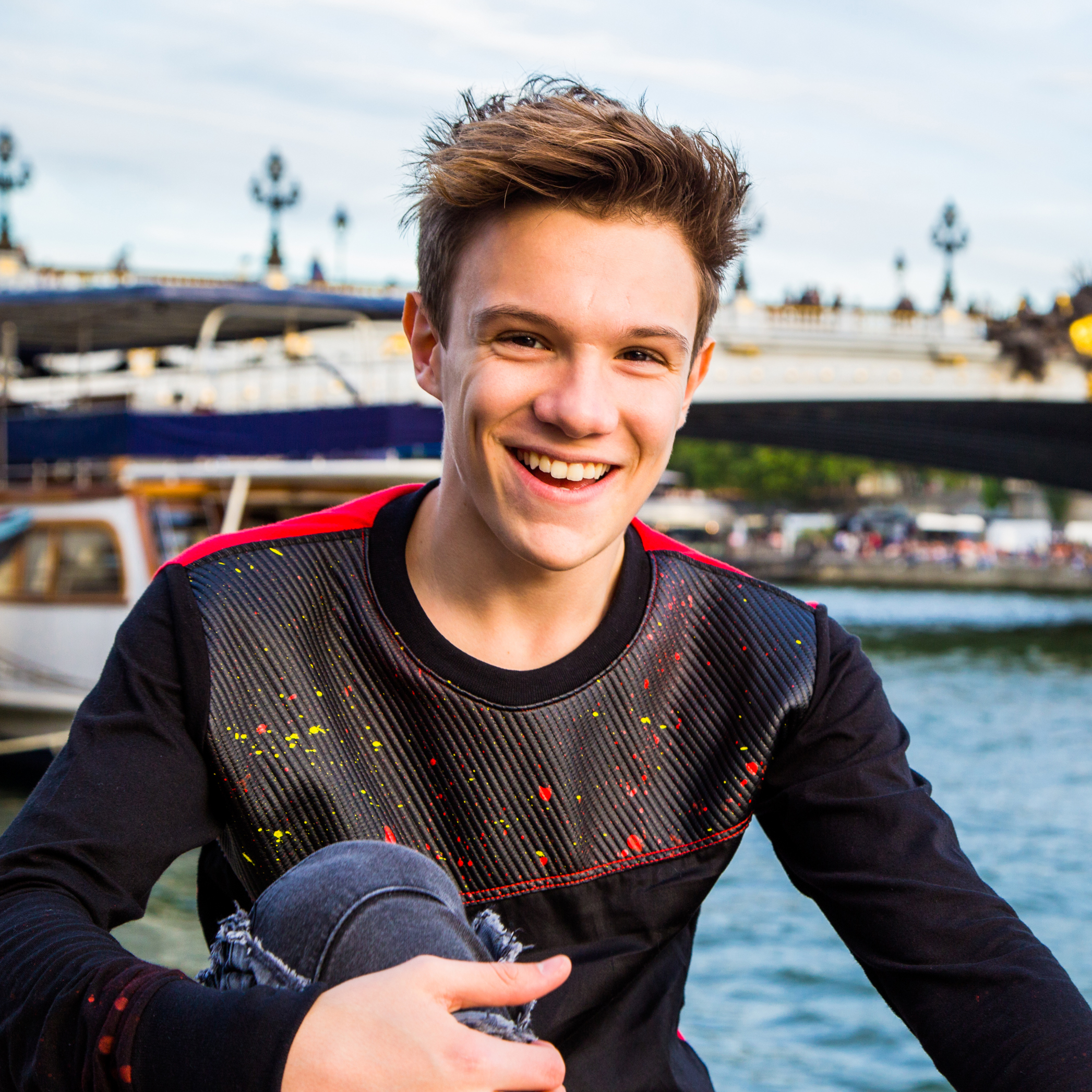
لنی کیم (2017)

لنی کیم لالاند معروف به لنی کیم (به انگلیسی: Lenni-Kim Lalande) یک خواننده و بازیگر کانادایی- فرانسوی است که در ۸ سپتامبر ۲۰۰۱ در استان کبک مونترال کانادا متولد شده‌است. او در فرانسه زندگی می‌کند و برنامه‌های خود را در این کشوراجرا می‌کند. وی اولین بار بوسیله مسابقه استعداد یابی صدا The Voice Kids لنی کیم به دنیای موسیقی راه پیدا کرد.

## زندگی‌نامه و کارنامه‌هنری
او در مونترال کانادا زاده شد و تنها فرزند گای لالند و میری لندری است که از کودکی بسیار به موسیقی علاقه داشت و وقتی خوانندگان را در تلودیون می‌دید ، از آنان تقلید می‌کرد. او در سن هشت سالگی به یک آژانس تبلیغاتی در کبک پیوست  و شروع به کار تبلیغاتی کرد و در همان سنین پایین با کاور کردن آهنگ های هنرمندانی مانند شان مندز و جاستین بیبر مورد توجه عموم قرار گرفت. لنی کیم قصد شرکت در برنامه ی The Voice Kids را نداشت اما هنگامی که تهیه کنندگان این برنامه به مدرسه ی آواز او آمدند پس از مصاحبه او را برای شرکت در مسابقه انتخاب کردند و استعداد وی اینگونه شکوفا شد. پس از آن در سال 2015 تک آهنگی با نام Pourquoi tout perdre به مناسبت روز جهانی پیشگیری از خودکشی منتشر کرد که بازخورد خوبی از هوادارن دریافت کرد. لالاند تاکنون آلبوم 18 در سال 2019 و آلبوم les autres در سال 2017 را منتشر کرده اند و همچنین تک آهنگ هایی از جمله bad buzz و mélancolie را در سال های اخیر منتشر کرده است. از پر بازدید ترین موزیک ویدیوهای او میشود به Yolo و don't stop اشاره کرد. این ستاره ی نوظهور افتخار اجرا در برنامه هایی مانند " رقصیدن با ستاره ها " نیز داشته است و به گفته ی خودش هدف او از موسیقی شاد کردن مردم میباشد. اما استعداد او تنها به موسیقی خطم نمیشود و او به علت استعدادش در عرصه ی بازیگری در مجوعه های تلویزیونی مانند "Le Pacte des anges" و "Fluffy Marky" نقش داشته است ، هرچند به گفته ی خویش او بیشتر به خوانندگی علاقه مند است و بازیگری را خیلی جدی دنبال نمیکند. 

## فیلم‌ها
فیلم سینمایی
- Angers: William
- 2015: Pourquoi tout perdre deAntoine Olivier Pilon: le garçon

### سریال‌های تلویزیونی
- 2016: Les Beaux Malaises: Martin Matte, jeune
- 2016-2017: Fluffy Marky (Marc-en-peluche): Jérôme (websérie)
- 2018:  Demain nous appartient : Zac, correspondant québécois des jumeaux Moreno
- 2018: Baby-sitter : star incognito: le garçon au pair québécois
- 2019: Léo Matteï, Brigade des mineurs (saison 7, épisodes 1 et 2): Lucas

### فیلم‌های کوتاه
- Pourquoi tout perdre (2015)
- Don't Stop (2017)
- Yolo (2017)
- Miraculous, feat. Lou Jean (2017)
- Juste toi et moi (2018)
- Minuit (2019)
- Ce mur qui nous sépare, feat. Lou Jean (2019)